# Teteven
Teteven (în bulgară Тетевен) este un oraș în Obștina Teteven, Regiunea Loveci, Bulgaria.

## Demografie
Componența etnică a orașului Teteven
     Bulgari (87,56%)
     Romi (4,91%)
     Nicio identificare (7,17%)
     Altele (0,82%)
La recensământul din 2011, populația orașului Teteven era de 9.806 locuitori. Din punct de vedere etnic, majoritatea locuitorilor (87,56%) erau bulgari, cu o minoritate de romi (4,91%). Pentru 7,17% din locuitori nu este cunoscută apartenența etnică.